# Sakoli
Sakoli es una ciudad censal situada en el distrito de Bhandara en el estado de Maharashtra (India). Su población es de 14636 habitantes (2011). 

## Demografía
Según el censo de 2011 la población de Sakoli era de 14636 habitantes, de los cuales 4688 eran hombres y 4504 eran mujeres. Sakoli tiene una tasa media de alfabetización del 90,91%, superior a la media estatal del 82,34%: la alfabetización masculina es del 95,36%, y la alfabetización femenina del 86,42%.